# Джумамуратов, Руслан Танатарович
Руслан Танатарович Джумамуратов (7 октября 1978 года, Каракалпакская АССР) — узбекский политический деятель, депутат Законодательной палаты Олий Мажлиса Республики Узбекистан IV созыва. Член Демократической партии Узбекистана «Миллий Тикланиш».

## Биография
Руслан Джумамуратов окончил Каракалпакский государственный университет. В 2020 году избран в Законодательную палату Олий Мажлиса Республики Узбекистан IV созыва, а также назначен на должность члена Комитета по бюджету и экономическим реформам Законодательной палаты Олий Мажлиса Республики Узбекистан.